# Ptilinopus richardsii
El tilopo de Richards (Ptilinopus richardsii) es una especie de ave columbiforme de la familia Columbidae endémica de las Islas Salomón.

## Distribución y hábitat
Se encuentra únicamente en algunas islas del sur de las islas Salomón, Rennell y Bellona, y la mayoría de las islas menores que rodean Makira: Ali'ite, Malaulalo, Malaupaina, Owaraha, Owariki y Ugi. Su hábitat natural son los bosques húmedos tropicales de tierras bajas